# قوات الإنزال الجوي الروسية
قوات الإنزال الجوي أو القوات الروسية المحمولة جواً (بالروسية: Возду́шно-деса́нтные войска́) (بنسخ الروسية: ڤازدوشنا ديسانتي ڤايسكا) وتعرف اختصاراً «ڤه دِه ڤِه» (بالروسية: ВДВ)  (بالإنجليزية: VDV)، هي فرع منفصل للقوات المسلحة التابعة للاتحاد الروسي. شُكلت القوة قبل الحرب العالمية الثانية، حيث قامت بعمليتين جويتين وعدد من القفزات الصغيرة خلال الحرب ولسنوات عديدة، بعد عام 1945 كانت أكبر قوة مجوقلة في العالم. انقسمت القوة بعد تفكك الاتحاد السوفيتي، وخسرت الانقسامات أمام بيلاروسيا وأوكرانيا، وتم تقليص حجمها.
تقليديًا ترتدي قوات القوات المحمولة جواً الروسية قبعة زرقاء وقميص داخلي مخطط باللون الأزرق ويطلق عليها اسم desant (بالروسية: Десант).
تستخدم القوات الروسية المحمولة جواً مجموعة من المركبات الحربية المحمولة جواً المتخصصة وهي آلية بالكامل. تقليديًا، كان لديهم مجموعة أكبر من الأسلحة الثقيلة مقارنة بمعظم القوات المحمولة جوًّا المعاصرة.

## التاريخ
مع تفكك الاتحاد السوفييتي، تقلص عدد فرق VDV من سبعة إلى أربعة، بالإضافة إلى أربعة ألوية ومركز تدريب بحجم لواء. في أكتوبر 2013، أعلن القائد العام للـVDV فلاديمير شامانوف أنه سيتم تشكيل لواء هجوم جوي جديد في فورونيج في عام 2016 بإسم الفوج الحرس الـ 345 المحمول جواً. تم تأجيل إنشاء اللواء إلى 2017-2018، وفقًا لإعلان يونيو 2015.
في أوائل التسعينيات، خطط الجنرال بافيل جراتشيف، أول وزير دفاع روسي، لتكون الـ VDV نواة القوات المتنقلة المخطط لها. تم الإعلان عن ذلك في صحيفة وزارة الدفاع اليومية، في يوليو 1992. ومع ذلك، لم يتم تفعيل خطة القوات المتنقلة مطلقًا. كان عدد التشكيلات المتاحة للقوة أقل بكثير مما كان متوقعًا، حيث تم "تأميم" الكثير من القوات المحمولة جواً من قبل الجمهوريات التي كانت وحداتها تتمركز فيها سابقًا، وغيرها من أسلحة الخدمة، مثل GRU والجيش طيران النقل، الذين كان من المقرر أن يوفروا عناصر النقل الجوي، كانوا يعارضون بشدة التنازل عن السيطرة على قواتهم.

## الهيكل
يقع مقر قوات الإنزال الجوي في موسكو.

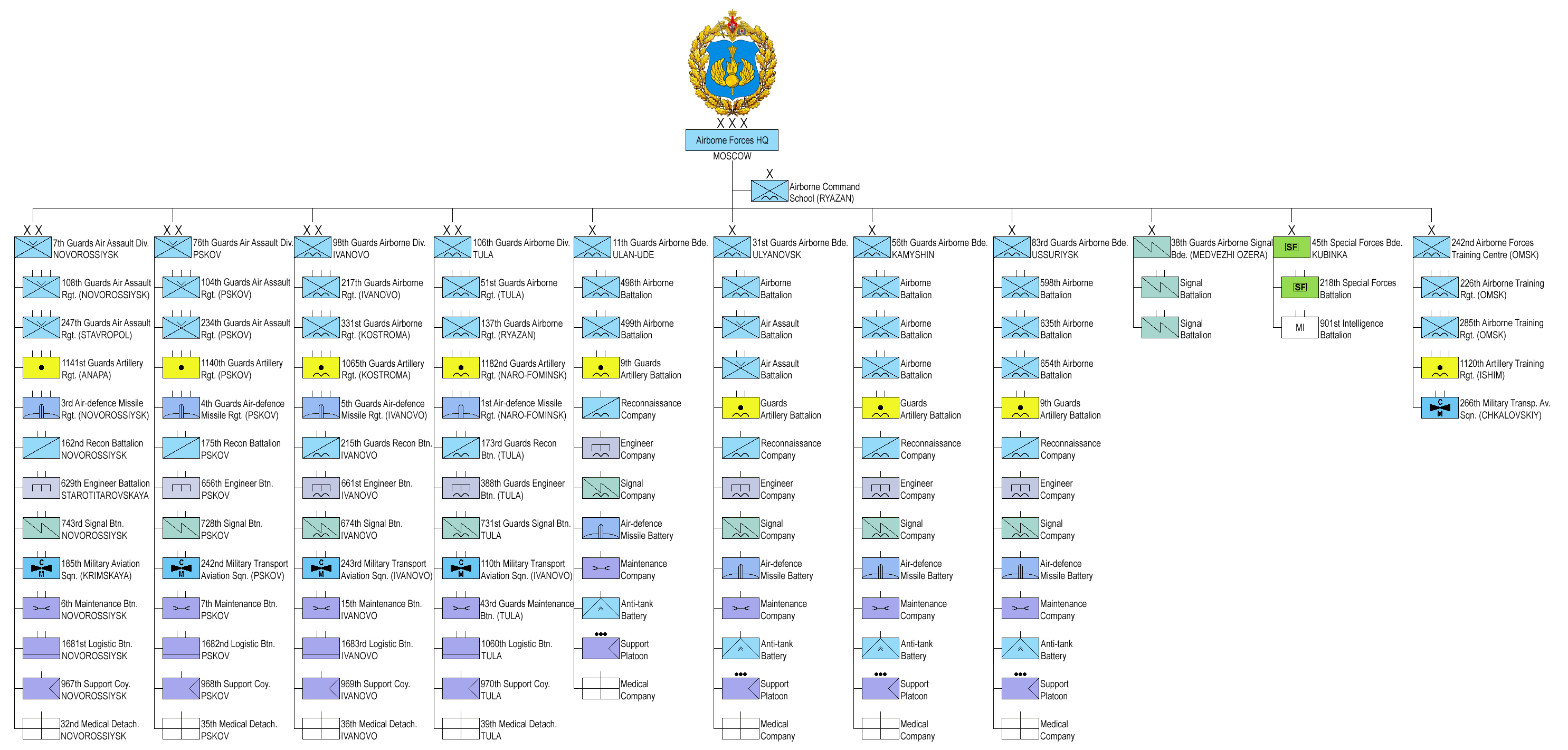
هيكل القوات المحمولة جواً الروسية.

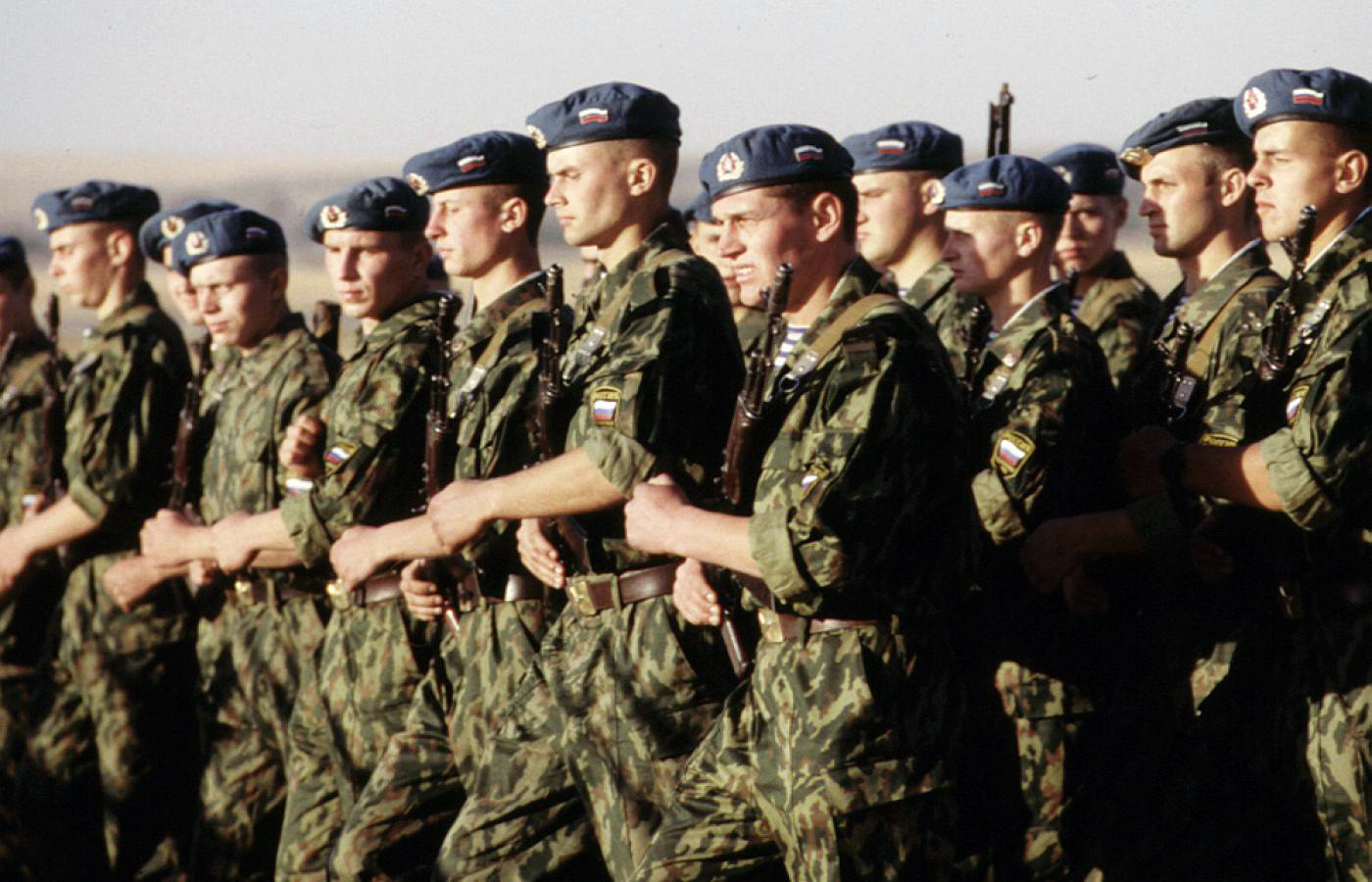
المظليون الروس خلال تدريبات في كازاخستان عام 2006م

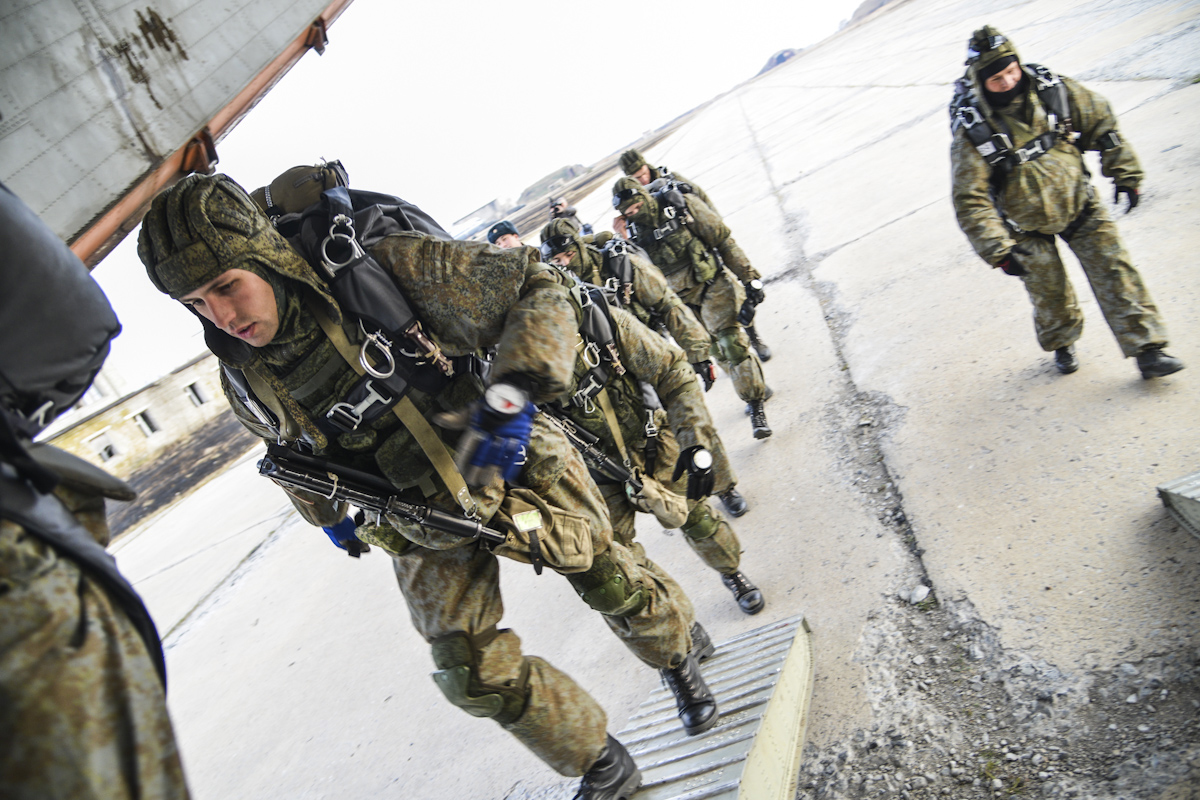
المظليون من اللواء 83 المحمول جواً يستعدون لتدريبات القفز في عام 2017م